# Roy de Vries
Roy de Vries (Almere, 25 maart 1991) is een Nederlands voetballer die als middenvelder bij Almere City FC speelde.

## Carrière
Roy de Vries maakte zijn debuut voor Almere City FC in de Eerste divisie op 1 oktober 2010, in de met 2-4 gewonnen uitwedstrijd tegen Helmond Sport. Hij kwam in de 85e minuut in het veld voor Sidney Schmeltz.

### Statistieken
| Seizoen                       | Club           | Land           | Competitie         | Competitie | Competitie | Beker | Beker | Totaal | Totaal |
| Seizoen                       | Club           | Land           | Competitie         | Wed.       | Dlp.       | Wed.  | Dlp.  | Wed.   | Dlp.   |
| ----------------------------- | -------------- | -------------- | ------------------ | ---------- | ---------- | ----- | ----- | ------ | ------ |
| 2010/11                       | Almere City FC | Nederland      | Eerste divisie     | 2          | 0          | 0     | 0     | 2      | 0      |
| 2011/12                       | SV Spakenburg  | Nederland      | Topklasse Zaterdag | 13         | 1          | 0     | 0     | 13     | 1      |
| 2012/13                       | SV Spakenburg  | Nederland      | Topklasse Zaterdag | 12         | 0          | 0     | 0     | 12     | 0      |
| Carrièretotaal                | Carrièretotaal | Carrièretotaal | Carrièretotaal     | 27         | 1          | 0     | 0     | 27     | 1      |
| Bijgewerkt op 6 december 2016 |                |                |                    |            |            |       |       |        |        |